# Mapatge UV

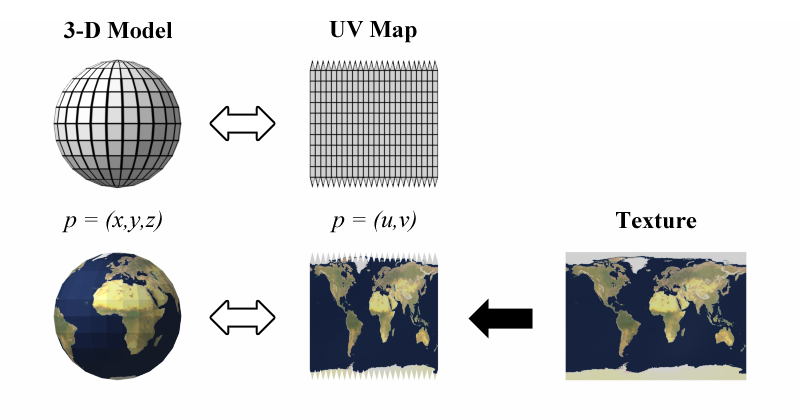
Aplicació d'una textura 2D en l'espai UV damunt de la representació infogràfica d'una esfera amb l'efecte 3D.

El mapatge UV també anomenat unwrap o desplegamet és el procés de col·locació de textures 2D sobre models 3D per a la simulació de textura. D'aquesta manera es determina l'aparença del model, permeten que els objectes siguin més foto-realistes en aplicar una imatge que s'anomena mapa de textura UV. Les lletres "U" i "V" denoten l'eix de la textura 2D, sense emprar "X", "Y" i "Z" que ja s'utilitzen per a denotar els eixos de l'objecte en l'espai 3D.